# The Dawnseeker
The Dawnseeker è il primo album in studio del gruppo musicale statunitense Sleepthief, pubblicato nel 2006 dalla Neurodisc.
L'album, così come il resto della discografia,  è in vendita su iTunes dal 12 aprile 2013.

## Tracce
1. Eurydice – 4:47
2. Desire of Ages – 6:49
3. You Did a Good Thing – 4:26
4. Just Say It – 4:59
5. The Chauffeur – 4:53
6. Tenuous – 4:07
7. Sublunar (Sweet Angel) – 4:54
8. Nightjar – 3:31
9. Fire from Heaven – 4:11
10. The Metro – 4:35
11. Kiss to Savor – 5:02
12. Afterthoughts – 3:47
13. Entre Ciel et Mer – 4:44